# Silo Bonto
Silo Bonto is een bestuurslaag in het regentschap Asahan van de provincie Noord-Sumatra, Indonesië. Silo Bonto telt 4906 inwoners (volkstelling 2010).